# Hydrobiosis frater
Hydrobiosis frater är en nattsländeart som beskrevs av Mclachlan 1868. Hydrobiosis frater ingår i släktet Hydrobiosis och familjen Hydrobiosidae. Inga underarter finns listade i Catalogue of Life.